# یولیان باومگارتلینگر
یولیان باومگارتلینگر (آلمانی: Julian Baumgartlinger؛ زادهٔ ۲ ژانویهٔ ۱۹۸۸) یک بازیکن فوتبال اهل اتریش است.

## باشگاهی
از باشگاه‌هایی که در آن بازی کرده‌است می‌توان به ماینتس ۰۵، مونیخ ۱۸۶۰، باشگاه فوتبال آستریا وین و بایر ۰۴ لورکوزن اشاره کرد.

## تیم ملی
وی همچنین در تیم ملی فوتبال اتریش نیز بازی کرده‌است.